# Colin Clarke
Colin John Clarke (ur. 30 października 1962 w Newry) – północnoirlandzki piłkarz występujący na pozycji napastnika. Trener piłkarski.

## Kariera klubowa
Clarke seniorską karierę rozpoczynał w 1980 roku w angielskim klubie Ipswich Town. W 1981 roku trafił do Peterborough United z Fourth Division. W sezonie 1983/1984 przebywał na wypożyczeniu w zespole Gillingham. W 1984 roku Clarke odszedł do drużyny Tranmere Rovers, również występującej w Fourth Division. Po roku przeniósł się do klubu z Third Division, Bournemouth, gdzie również spędził rok.
W 1986 roku podpisał kontrakt z Southamptonem, występującym w First Division. W sezonie 1988/1989 grał na wypożyczeniu w Bournemouth. W Southamptonie Clarke występował przez trzy lata. W sumie zagrał tam w 82 meczach i zdobył 36 bramek.
W marcu 1989 roku przeszedł do Queens Park Rangers. W jego barwach pierwszy mecz w First Division zaliczył 11 marca 1989 roku przeciwko Newcastle United (2:1). Graczem QPR był do końca sezonu 1989/1990. Potem odszedł do Portsmouth, gdzie w 1993 roku zakończył karierę.

## Kariera reprezentacyjna
W reprezentacji Irlandii Północnej Clarke zadebiutował 26 lutego 1986 roku w zremisowanym 0:0 towarzyskim meczu z Francją. W tym samym roku został powołany do kadry narodowej na Mistrzostwa Świata. Zagrał tam w pojedynkach z Algierią (1:1), Hiszpanią (1:2) oraz Brazylią (0:3). W meczu z Hiszpanią strzelił także gola. Tamten mundial Irlandia Północna zakończyła na fazie grupowej. W latach 1986–1992 w drużynie narodowej Clarke rozegrał w sumie 38 spotkań i zdobył 13 bramek.

## Kariera trenerska
Pierwszym klubem Clarke’a w karierze trenerskiej był amerykański Richmond Kickers, występujący w rozgrywkach USL Second Division. Potem był szkoleniowcem zespołu San Diego Flash. W 2003 roku został trenerem drużyny Dallas Burn. W 2005 roku zmieniła ona nazwę na FC Dallas. W 2006 roku zajął z nim 2. miejsce w klasyfikacji MLS Supporters' Shield. W tym samym roku Clarke odszedł z FC Dallas. W 2007 roku był trenerem zespołu Virginia Beach Mariners. Od 2007 roku jest szkoleniowcem Puerto Rico Islanders, a od 2008 roku również selekcjonerem reprezentacji Portoryka.